# Скоростной спуск (горнолыжный спорт)

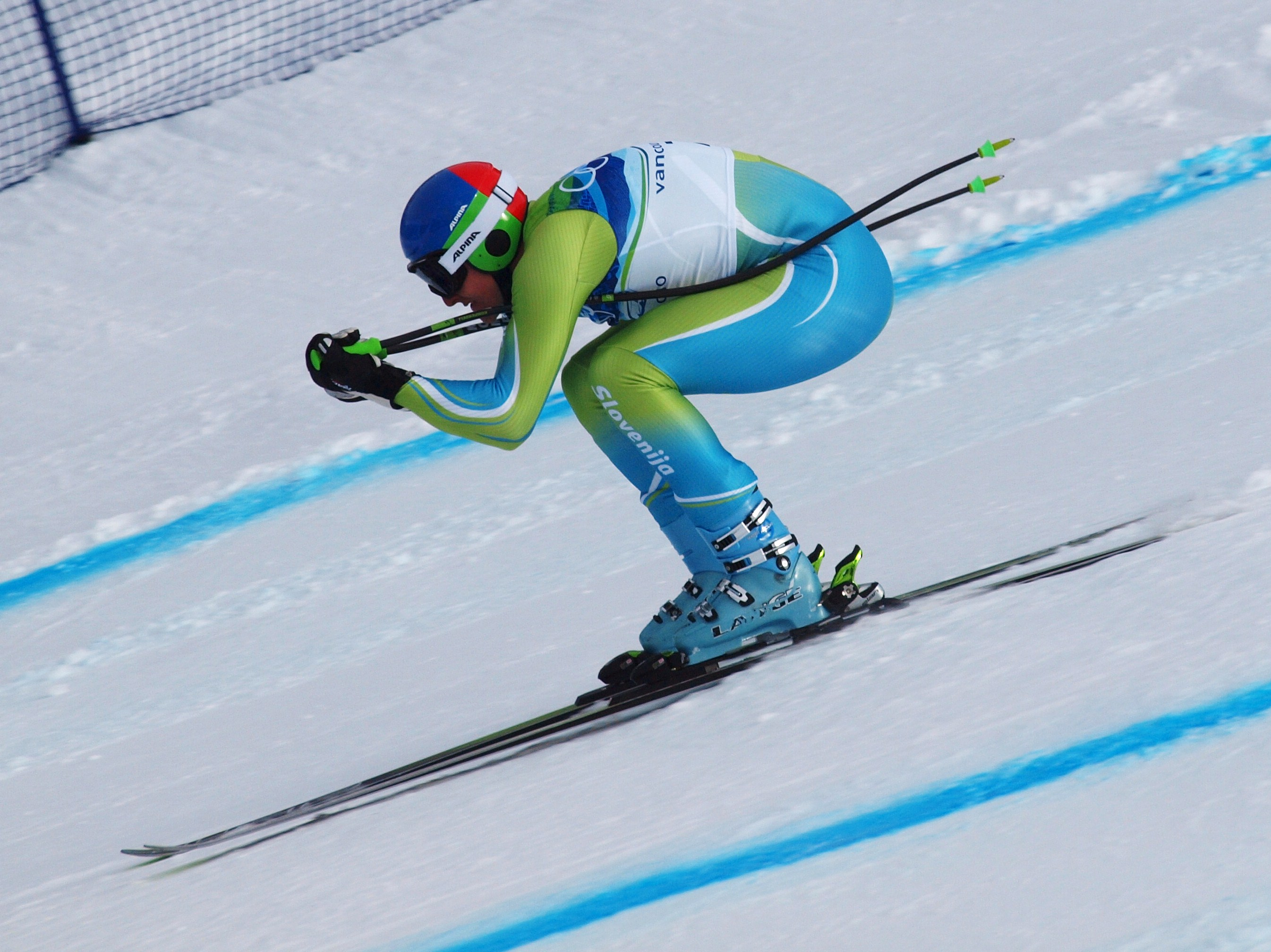
Словенец Андрей Шпорн на Олимпийских играх 2010 года на трассе скоростного спуска в типичной для этой дисциплины закрытой стойке

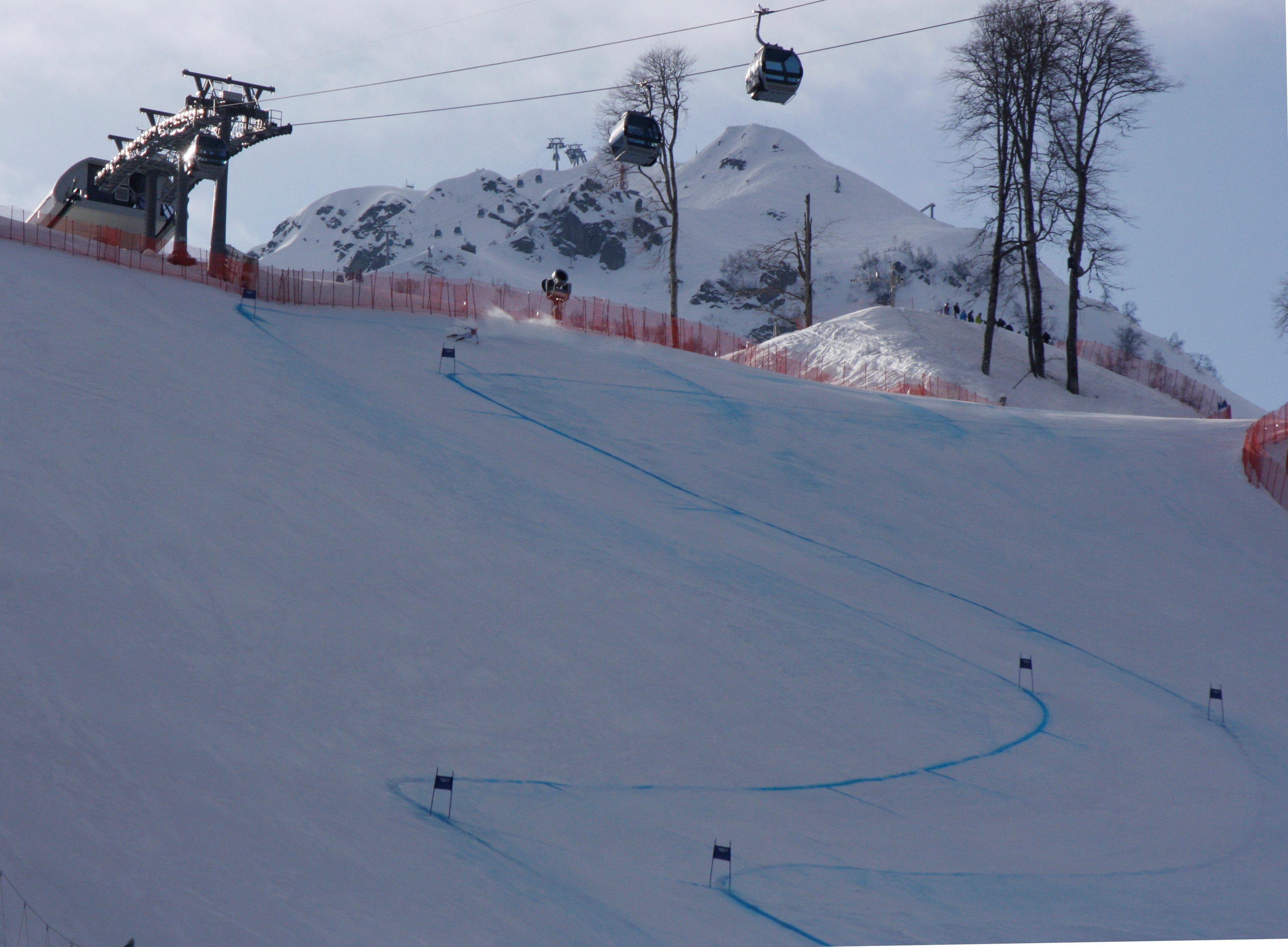
Один из участков трассы женского скоростного спуска на Олимпийских играх 2014 года

Скоростно́й спуск (англ. downhill — «вниз с холма», фр. Descente — «спуск», нем. Abfahrt) — дисциплина горнолыжного спорта, суть которой заключается в прохождении специально подготовленной трассы на время. Является наиболее скоростной дисциплиной в горнолыжном спорте.
Скорость спортсмена при прохождении отдельных участков трассы превышает 140 км/ч, а длина полёта при прыжках — 40-50 метров. Данная дисциплина входит в программу зимних Олимпийских игр. С 1931 года проводятся чемпионаты мира.

## Требования к трассе
Трасса для скоростного спуска проходит по естественному рельефу склона горы и содержит в себе серии поворотов через направляющие ворота с включением на отдельных участках трамплинов, как правило, естественного происхождения (бугры, гребни). Коридор трассы маркируется с обеих сторон яркими линиями на снегу либо маленькими треугольными флажками. Направляющие ворота представляют собой расставленные попарно сдвоенные древки с прямоугольными флагами красного или синего цвета.

### Перепад высот
Мужчины: от 800 до 1100 м
Женщины: от 500 до 800 м

## Организация соревнований
До начала старта или первой официальной тренировки спортсмены должны получить возможность полного просмотра трассы.
Перед стартами проводится официальная тренировка, которая является обязательной для участников.
Скоростной спуск проводится, как правило, в один заезд. Если склон не соответствует требованиям по перепаду высот, то скоростной спуск может состоять из двух заездов. В этом случае перепад высот не может быть меньше 450 м.
Все участники как на тренировке, так и на соревнованиях должны быть в защитных шлемах.